# Svart kärrhök
Svart kärrhök (Circus maurus) är en starkt utrotningshotad fågel i familjen hökar som förekommer i södra Afrika.

## Utseende och läten
Svart kärrhök är en medelstor (48–53 cm) karakteristiskt tecknad kärrhök. Fjäderdräkten är svart med tydligt svartvitbandad stjärt, vit övergump och gula ben, gult öga och gul vaxhud. Vita hand- och armpennor på vingundersidan skapar en mycket stor vit vingfläck som kontrasterar med den svarta kroppen och svarta täckare. Ungfågeln är mörkbrun med kraftig streckning och fläckning, men har tydligt vit övergump och bandad stjärt. Honan tigger med "pi pi pi pi pi". Även skriande "wheep" hörs i spelflykt och kacklande "chak chak chak" som varningsläte.

## Utbredning och systematik
Svartvit kärrhök förekommer i södra Sydafrika, framför allt i Västra Kapprovinsen men också mycket mer sällsynt och oregelbundet i Norra och Östra Kapprovinsen samt Fristatsprovinsen. En mycket liten population finns även i nordvästra Namibia. Utanför häckningstid påträffas den i större delen av Namibia och Lesotho, tillfälligt i Botswana och Swaziland. Den behandlas som monotypisk, det vill säga att den inte delas in i några underarter.
Genetiska studier visar vidare att kärrhökarna är inbäddade i höksläktet Accipiter så som det är traditionellt är konstituerat. De står faktiskt närmare duvhöken genetiskt än vad den senare står nära sparvhöken. Det medför att antingen bör de distinkta kärrhökarna inkluderas i Accipiter eller så bör Accipiter delas upp i flera mindre släkten. Inga internationella taxonomiska auktoriteter har dock ännu implementerat resultaten från studierna i deras taxonomier.

## Status och hot
Svart kärrhök har ett relativt stort utbredningsområde, men är mycket fåtalig med en världspopulation uppskattad till under 1 000 vuxna individer. Den trots också minska i antal. Den verkar ha försvunnit helt från jordbruksområden och är därför beroende av skyddad miljö i dess kärnområde. Internationella naturvårdsunionen IUCN kategoriserar därför arten som starkt hotad.